# Orchis anthropophora
Orchis anthropophora là một loài thực vật có hoa trong họ Lan. Loài này được (L.) All. mô tả khoa học đầu tiên năm 1785.

## Hình ảnh

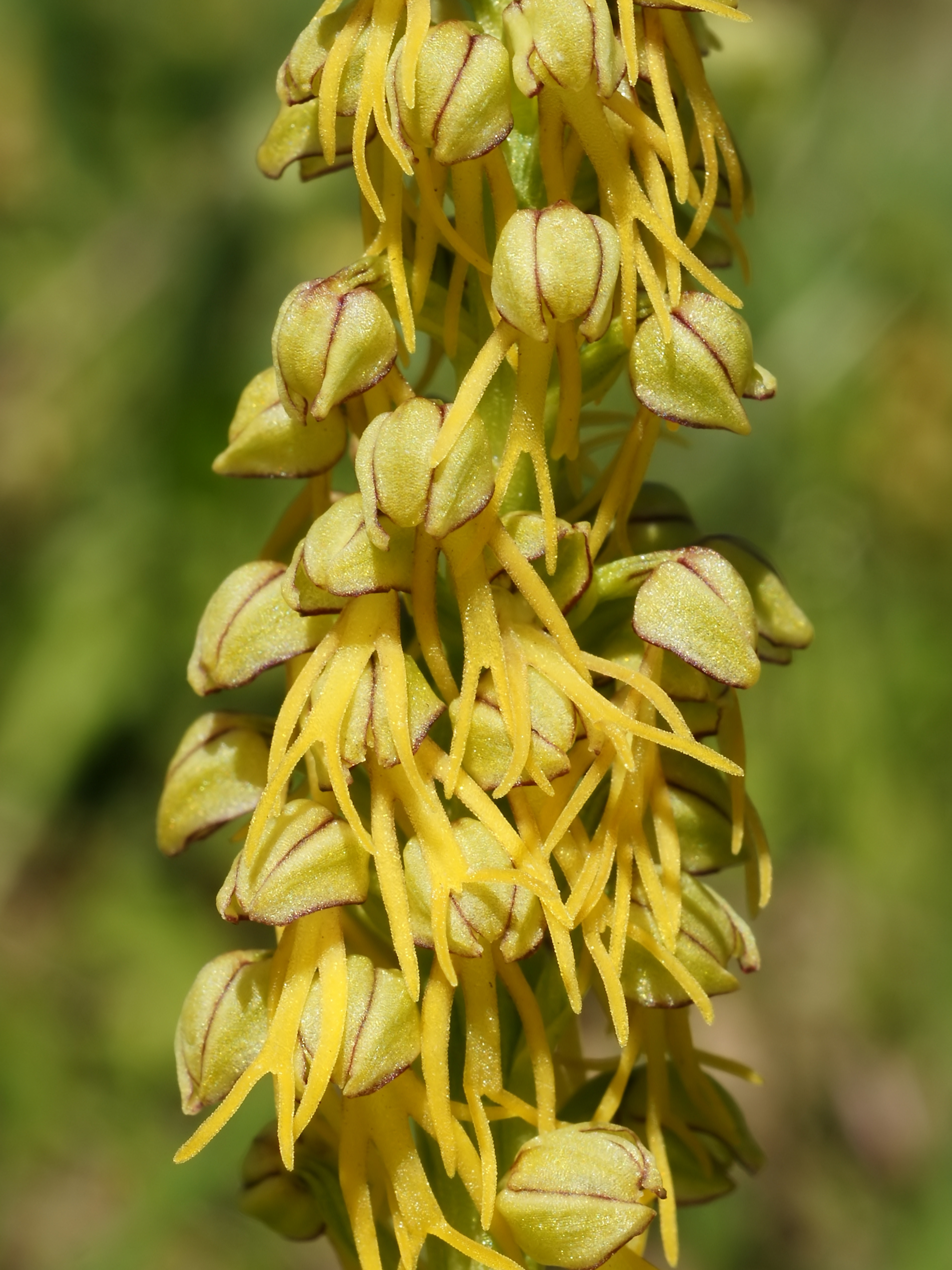
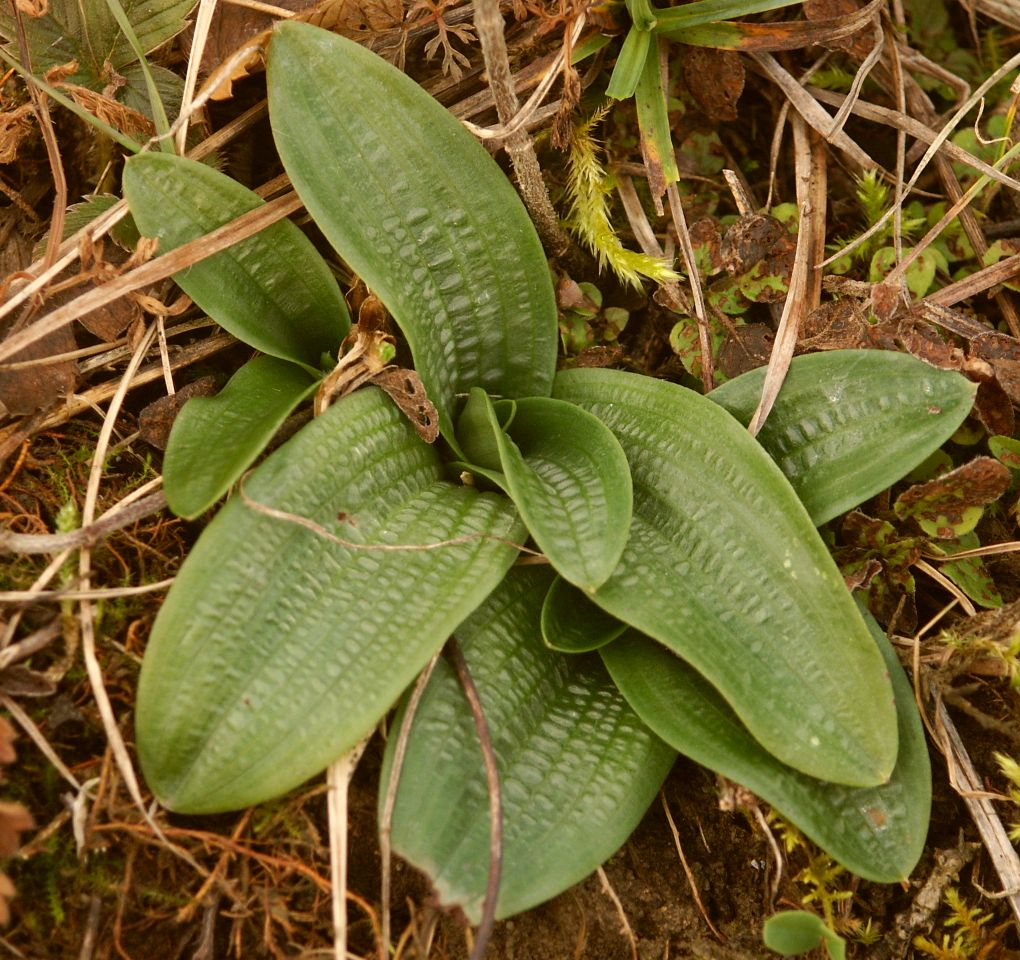